# José Maria de Almeida
José Maria de Almeida (Santa Albertina, São Paulo; 2 de octubre de 1957), también conocido como Zé Maria, es un extrabajador metalúrgico y siderúrgico, sindicalista y político brasileño. Es líder Partido Socialista de los Trabajadores Unificado (PSTU); asimismo se desempeñó como candidato presidencial en las elecciones de 1998, 2002, 2010 y 2014 por dicho partido. Durante finales de la década de 1990 escribió varios artículos relacionados con política y democracia para el periódico Folha de S. Paulo.

## Biografía
Inició su actividad política en la clandestinidad durante la dictadura militar. En 1977 estuvo encarcelado treinta días por repartir propaganda sindical junto a otros compañeros de filiación trotskista, lo que motivó protestas estudiantiles en contra del régimen. También fue uno de los organizadores de las huelgas de 1978 en la región del ABC Paulista.
Participó en la fundación de la Central Única de Trabajadores de Brasil (CUT) y del Partido de los Trabajadores (PT), además ha sido miembro y secretario ejecutivo de la Central Sindical y Popular CONLUTAS (CSP-Conlutas). En 1980 fue detenido junto a Lula da Silva y otros diez sindicalistas, en el marco de la Ley de Seguridad Nacional, y pasó más de un mes en prisión.
En 1984 se trasladó a Minas Gerais, y participó en la ocupación de la acería de Mannesmann en 1989, cuando dirigía el Sindicato dos Metalúrgicos de Belo Horizonte. En 1992, Convergência Socialista —a la que pertenecía— era expulsada del PT por apoyar la campaña de destitución del presidente Collor de Mello. Dos años después, se convertía en uno de los impulsores de la creación del PSTU.